# Яр (селище, Жмеринський район)
Яр – колишнє селище Потоківської сільської ради Жмеринського району Вінницької області України.
Знято з обліку рішенням Вінницької обласної ради від 28 березня 1997 року.

## Історія
Селище отримало свою назву через знаходження у яру. Починаючи з 1980-х років жителі селища почали переїжджати до Поток або до інших сел і Яр почав занепадати. Селище було ліквідовано 1997 року.

## Географія
Селище знаходилось у яру.